# 豁免兵
豁免兵（德語：Gefreiter）是德国、瑞士、奥地利军队的一个军衔，始于16世纪。豁免兵一般都是陆军士兵、空军飞行员以及海军海员晋升道路上的第二个军衔。豁免兵军衔最早出现在16世纪的欧洲。